# Cevahir Alışveriş Merkezi

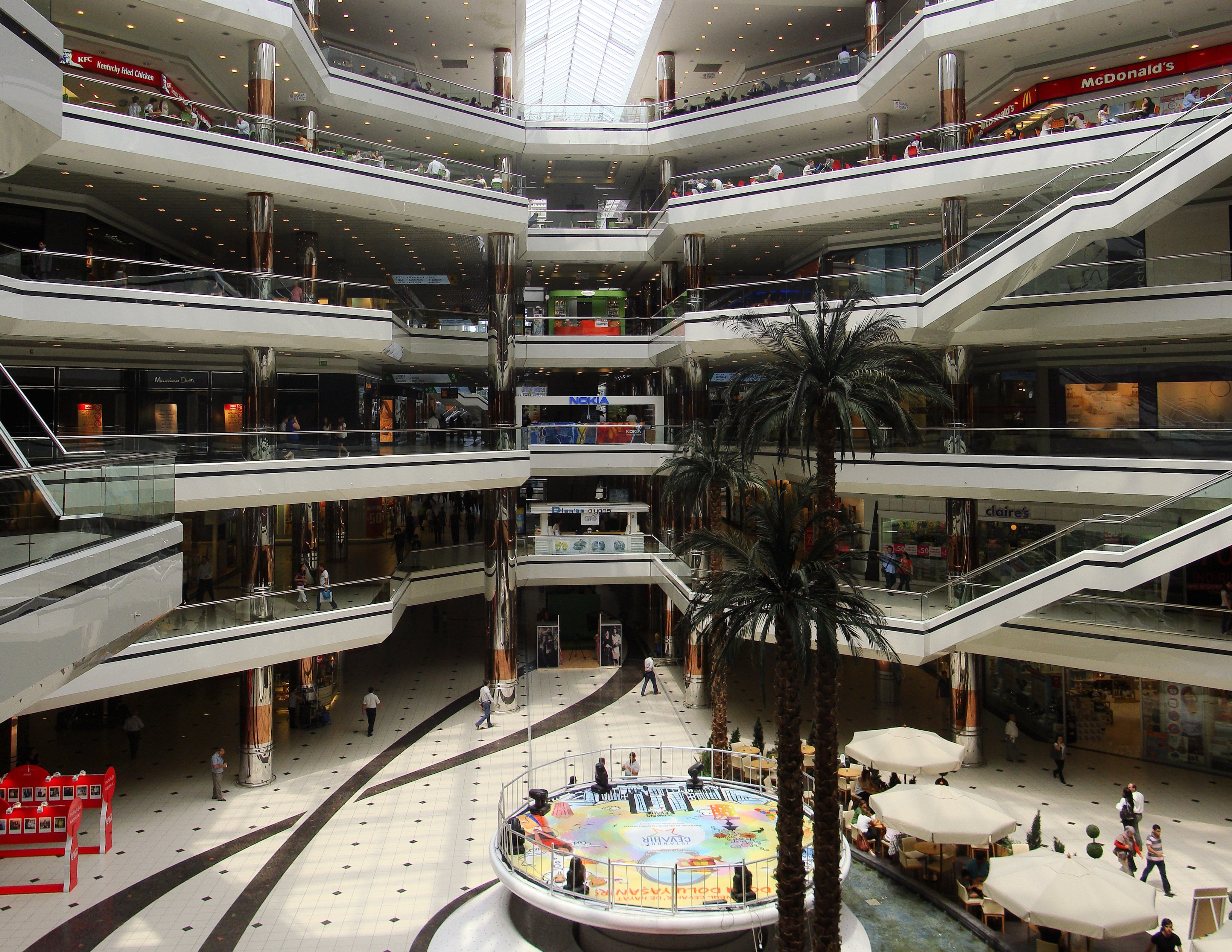
Cevahir Shopping Mall in Şişli

Das Cevahir Alışveriş Merkezi im Stadtteil Şişli in der türkischen Metropole Istanbul ist das zweitgrößte Einkaufszentrum Europas.
Das Center liegt im östlichen Bereich des europäischen Teils der Stadt im Viertel 19 Mayıs von Şişli, hat eine Fläche von 420.000 Quadratmetern und ist somit eine Megamall. Gut erreichbar über die nahe Stadtautobahn O-1 wird die Mall täglich von annähernd 200.000 Menschen besucht und ist täglich von 10 bis 22 Uhr geöffnet. Das Cevahir Alışveriş Merkezi wurde am 20. Juni 2005 eröffnet und beinhaltet 280 Geschäfte, 34 Fast-Food-Restaurants sowie 14 weitere Restaurants. Zum Center gehören 13 Kinos, von denen eines ein IMAX 3D-Kino ist. Die meisten Geschäfte im Einkaufszentrum eröffneten ihre erste Filiale in der Türkei dort. Besonderheiten sind die riesige Uhr, welche die Flächen des zentralen Glasdaches mit fast 40 Meter Durchmesser zur Zeitanzeige nutzt sowie ein kleiner Indoor-Freizeitpark inklusive einer eigenen Achterbahn.